# Antiotricha integra
Antiotricha integra là một loài bướm đêm thuộc phân họ Arctiinae, họ Erebidae.